# Xã Dougherty, Quận Cerro Gordo, Iowa
Xã Dougherty (tiếng Anh: Dougherty Township) là một xã thuộc quận Cerro Gordo, tiểu bang Iowa, Hoa Kỳ. Năm 2010, dân số của xã này là 228 người.